# 总状凤仙花
总状凤仙花（学名：Impatiens racemosa）为凤仙花科凤仙花属的植物。分布于尼泊尔、不丹、克什米尔地区、锡金、印度以及中国大陆的西藏等地，生长于海拔1,700米至2,400米的地区，常生于水沟边草丛中，目前尚未由人工引种栽培。

## 变种
- Impatiens racemosa DC. var. ecalcarata Hook. f.